# 萩城下町

萩城下町の明治日本の産業革命遺産指定範囲

萩城下町（はぎじょうかまち、英語: Hagi Castle Town）は、長州藩 (萩藩)の萩城を中心に形成された城下町。1604年（慶長9年）に関ヶ原の戦いに敗れ、周防国・長門国2か国に減封された毛利輝元が萩城と並行して建設を進め、長州藩の拠点として機能した。「萩城跡」、「萩城城下町」（いずれも国の史跡に指定）、「堀内地区」（重要伝統的建造物群保存地区）がよく当時の面影をとどめており、世界文化遺産「明治日本の産業革命遺産 製鉄・製鋼、造船、石炭産業」に登録されている。

## 概要

### 城下町の建設

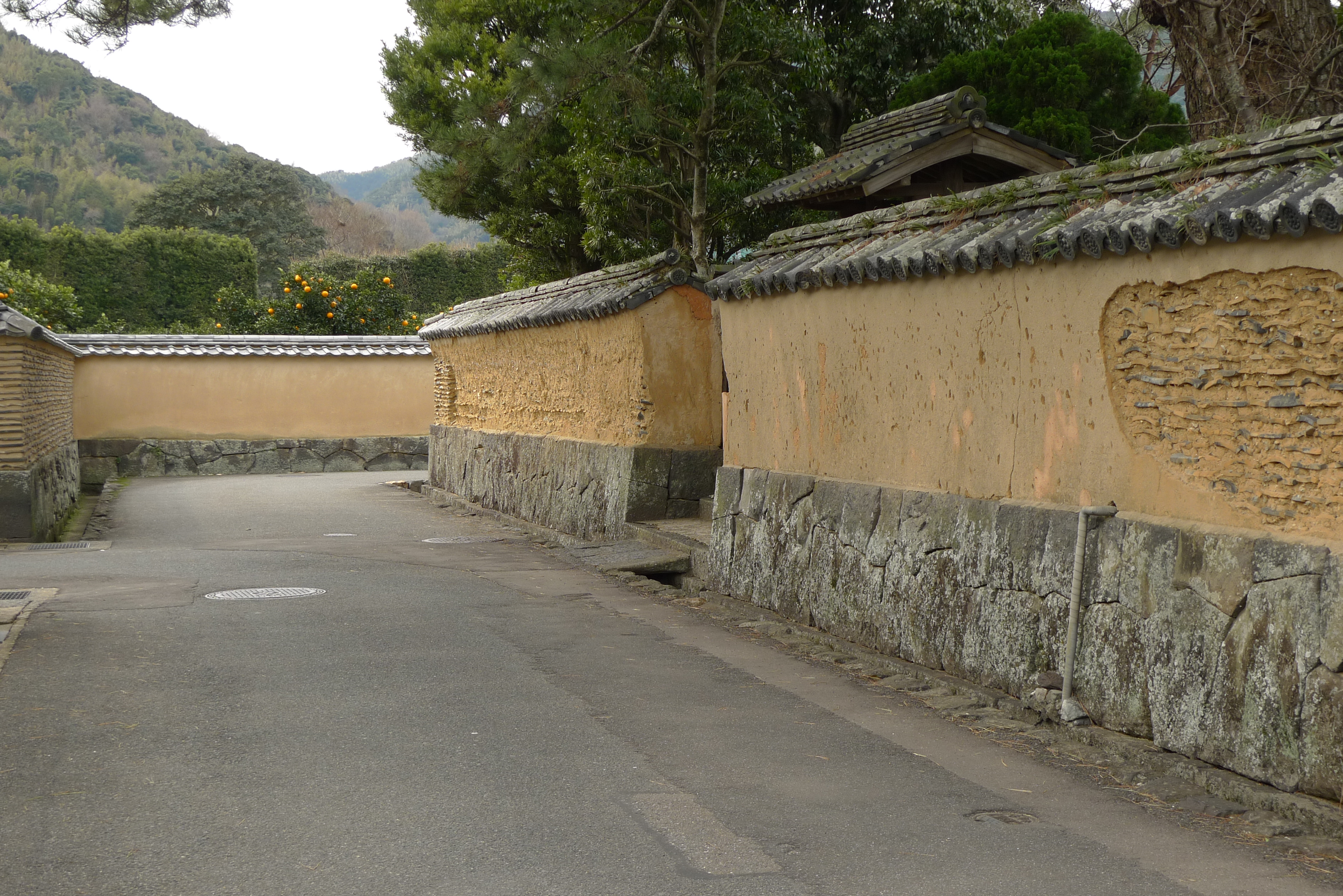
鍵曲

1603年（慶長8年）9月、徳川家康より築城の許可を得た毛利輝元は、10月、山口に帰着すると、藩府の候補地に防府の桑山、山口の鴻ノ峰、萩の指月山を選定。福原広俊を江戸に上らせ、老中本多正信と折衝させる。当初、福原は山陽道沿いの桑山、桑山が不可なら鴻ノ峰をと希望し「引こみ過ぎたる所」として指月に難色を示したが、本多は「当時の御分際にては成らざる山に候。ただ指月然るべき所に候」として指月が選定された。町割は萩城の築城と並行して行われたと考えられ、家臣の宅地は、1605年（慶長10年）に定められている。その前年、萩に入城した毛利輝元の命により、狩野太郎左衛門に命じて作らせた絵図が都市設計の原型となったと考えられる。町割は道路を基本として、二の丸南門から始まる御成道が幹線道路として機能し、そこから古萩・堀内の町割を行ったものと考えられている。一方、江向や平安古地区では、御成道と道が平行しておらず、江向では御許町筋、平安古では、郊外の山田条里を基軸に採用したと「萩図誌」は言う。江向の市民会館の横の原標石は、市民会館建設の際に10メートルほど東南の現在の場所に移されたものであるが、町割の際の基準点となったものである。これらを基準に碁盤の目状に町割がなされたのであるが、平安古の鍵曲（かいまがり）や古萩の寺町一帯を始めとして城下町の防衛上の配慮から意図的に基軸からずらされた場所も散見される。町割の頃の萩は「長門金匱」が「其の節萩は以ての外田舎にて、川上より今の御城下までは竹木茂り、堀内より浜崎までは松原にて、（中略）、今の田町通りより南東は皆沼にて、芦原の水溜まりなり、田も聢々これ無く、よき道もなし。」とあるように、城下の竹木や松原、沼地を開拓しなければならず、かなりの労を要したと考えられており、毎年の幕府に対する普請や旧領6ヶ国の既収租米を新領主に弁済しなければならない、いわゆる「六ヶ国返租問題」でただでさえ火の車であった藩の財政悪化に拍車をかけることとなった。
1604年（慶長9年）6月に萩城の縄張りが終わると、翌年、諸士に宅地の配分を行った。石高3000石以下は900坪、1500石以下は600坪、450石以下は400坪、150石以下は200坪、徒士・三十人通りは120坪、陣僧・足軽以下は70坪が配分された。「万治制法」によると侍屋敷が配置された地区は、堀内・古萩を超え、平安古・古春日・土原・金谷・雑色町にも及んだが、堀内は支藩主や毛利家一門など上流の侍に当てられ、古萩は町人や寺社などの混在地域、古春日（後の江向）は、百姓との混在地域、橋本・唐樋は線状に続き、後に多くが町屋となった。金谷・雑色町は椿町の周辺に侍屋敷が分布、川島から土原にかけて最も多くの侍屋敷があった。侍屋敷は平安古・江向・土原でその後増加し、古萩は町人地に変化していき、貞享の頃には城下町の完成を見たと考えられる。同年11月、輝元入城。この段階では一部建物ができたに過ぎなかったが、直接城下町建設の指揮を執るために入城を早めたと考えられている。
町人地の中心は古萩に置かれたが、初期の町人の多くは、輝元が萩に城を建設することが決まった際に山口などから呼び寄せたものであり、町づくりはこうした町人の協力のもとに行われたのであった。

### 天和の大火
1682年（天和2年）、平安古町の山県勘左衛門宅から出た火は、堀内へ延焼、蔵元役所や80余に及ぶ寺社・侍屋敷・町屋を焼き、重大な被害をもたらした。就任間もない藩主・毛利吉就は、住吉神社の祭礼の簡素化、道路の修繕など復興に着手した。1685年（貞享2年）には、それまで萩の町にはなかった時鐘を家来中負担で設置することが決まった。その後も1710年（宝永7年）には、侍屋敷地であった地域が町人に売却されて形成された、御許町が橋本町と唐樋町から「独立」するなど、萩の町は繁栄した（町名は町となることが許されたということに因む）。

### 天保の改革

2010年10月に晋作広場で設置された『高杉晋作立志像』、2017年撮影。

13代藩主に就任した毛利敬親は、1843年（天保14年）に藩校明倫館の改革に着手、文武奨励に取り組んだ。これ以降、医学教育や種痘の普及、博習堂の設置等洋学の推進を進め、恵美須ヶ鼻造船所での丙辰丸の建造や兵制改革等強兵策も断行した。この試みは明治維新に先駆けた産業革命と評価されており、遺跡は、産業化等についての政策形成や当時の改革時の伝統的経済の姿を今に伝えている。幕末、公武合体論や尊王攘夷を拠り所にして京都で政局を主導、藩士吉田松陰の私塾松下村塾は幕末・維新期で活躍する多くの人材を輩出した。

### 山口移鎮
1863年（文久9年）3月27日、敬親は藩士に対し、「采地帰住令」を発し、4月16日には「日帰りの湯治」と称して、山口後河原の屋敷に移り、そのまま山口に永住することを発表、藩庁を山口に移した。激動化する幕末情勢の中、攘夷の決行に際して、艦砲攻撃に弱いと考えられた萩よりも山口の方が指揮に相応しいと考えたためである（山口移鎮）。これにより、輝元入城以来259年にも渡り、人口4万人の中国地方有数の城下町に発展した萩は城下町としての歴史に幕を下ろした。
明治維新後、堀内地区を中心とした上級武家地は旧士族授産のための夏みかん畑に転用され、 中下級武家地の多くが、宅地内に夏みかん畑を持つ住宅街となった。町人地においては、町家の近代化が進められた。寺院や神社は統廃合はあったものの、ほぼそのままの位置に存続した。城下町の基本構造は現在まで受け継がれている。

### 世界遺産への動き
街路や水路、武家建築、町家建築、寺社建築、御船倉や藩校などの建築物が多く遺存しており、各年代の多様な建築物が重層的に残っていることから、2006年に「萩―日本の近世社会を切り拓いた城下町の顕著な都市遺産」として世界遺産暫定リストへの記載が提案されたが、「世界史的・国際的な観点から、近世日本の城下町の様相が遺存する都市遺産の代表例」という提案理由に対して「典型例として、本資産が顕著な普遍的価値を持つことの証明が不十分」とされ、暫定リストへの記載は見送られたが、「他の同種資産と組み合わせることにより、顕著な普遍的価値を証明し得る可能性について検討すべきものとして評価できる」とされた。2007年に「九州・山口の近代化産業遺産群―非西洋世界における近代化の先駆け」の構成資産として、文化庁へ再度提案が行われ、2009年に暫定リスト入り、萩市内の資産として萩反射炉、恵美須ヶ鼻造船所跡、松下村塾が記載された。2009年に開催された専門家によるシンポジウムの結果を受けて「萩城下町」が新たに記載された。2014年に世界遺産への推薦が決定、2015年の第39回世界遺産委員会において「明治日本の産業革命遺産 製鉄・製鋼、造船、石炭産業として世界遺産に登録が決定した。

## 遺産の構成
世界遺産としての「萩城下町」は、3つの資産から構成されている。
萩城跡
指月山の山麓にある平城（本丸・二の丸・三の丸）と山頂にある山城（詰丸）で構成。建物はすべて喪失したが、雄藩の城として歴史上重要であり、よく旧規模をとどめていて縄張も精巧で、城郭史上重要な遺跡とされる。1966年国の史跡に指定された。
萩城城下町
萩城三ノ丸中総門の東外を、東西に通ずる中心路である呉服町の通り（通称御成道）と、その南を東西に走る慶安橋筋の2本の東西路に直交する菊屋横丁・伊勢屋横丁・江戸屋横丁に囲まれた区域。萩藩御用達の旧家、幕末に活躍した侍屋敷等の面影が残る。1967年に国の史跡に指定。青木周弼の住宅等も含まれる。一般には「武家屋敷地区」とも称されるが、正確には堀内地区が侍屋敷地区にあたる
堀内地区
萩城三の丸のほぼ全域に相当する地域。藩の諸役所や上級藩士の侍屋敷が所在していた。1976年に重要伝統的建造物群保存地区として選定された。

## アクセス
萩城跡へのアクセス
- 山口県萩市大字堀内1
  - JR東萩駅から車5分
  - 石見空港から車60分
  - 萩循環まぁーるバス（西回りコース［晋作くん］） 「萩城跡・指月公園入口」下車すぐ

## 萩城下町を舞台とする作品
- おれは直角（漫画及びそれを原作としたテレビアニメ）
- 世に棲む日日
- 蒼天の夢 松陰と晋作・新世紀への挑戦（世に棲む日日を原作としたNHKドラマスペシャル）
- 奇兵隊（1989年放送の日本テレビ系年末時代劇スペシャル）
- 炎の如く 吉田松陰（1991年放送の日本テレビ系時代劇スペシャルで、年末時代劇スペシャル奇兵隊のプロローグ編）
- 虹を織る（NHK連続テレビ小説）
- 花燃ゆ（NHK大河ドラマ）
- 奥さまは魔法少女[要出典]（アニメ）

## 脚註
1. ↑  Hagi Castle TownSites of Japan's Meiji Industrial Revolution: Kyushu-Yamaguchi and Related Areas
2. 1 2  萩城下町明治日本の産業革命遺産 九州・山口と関連地域
3. 1 2  山口県の歴史 166頁
4. ↑  萩市史 193頁
5. ↑  萩市史 196頁
6. ↑  萩市史 197頁
7. ↑  萩市史 199頁。なお、後に一部改められている。
8. ↑  萩市史 202頁
9. ↑  山口県の歴史 168頁
10. ↑  萩市史 212頁
11. ↑  萩市史 377頁
12. ↑  萩市史 380頁
13. ↑  萩市史 393頁
14. ↑  世界遺産 萩城下町SFJ
15. ↑  山口県の歴史 222頁
16. ↑  1864年に一時的に毛利敬親の謹慎に伴い、萩に藩庁を復しているが、1865年には再び態度を討幕に転じたのに伴い、山口に藩庁を戻している。
17. ↑  萩―日本の近世社会を切り拓いた城下町の顕著な都市遺産萩市
18. ↑  世界文化遺産特別委員会「我が国の世界遺産暫定一覧表への文化資産の追加記載に係る調査・審議の結果について 別紙8」文化庁
19. ↑  世界遺産登録への歩み（これまで）萩市
20. ↑  萩城跡文化財データベース
21. ↑  萩城城下町国指定文化財等データベース
22. ↑  萩城城下町萩観光情報サイト 萩ナビ
23. ↑  萩市堀内地区国指定文化財等データベース